# Alexandre Lopes
Alexandre Lopes (n. 29 octombrie 1974) este un fost fotbalist brazilian.

## Statistici
| Brazilia | Brazilia | Brazilia |
| An       | Meciuri  | Goluri   |
| -------- | -------- | -------- |
| 1995     | 1        | 0        |
| 1996     | 3        | 0        |
| Total    | 4        | 0        |